# Rhadinobracon bellosus
Rhadinobracon bellosus är en stekelart som först beskrevs av Smith 1870.  Rhadinobracon bellosus ingår i släktet Rhadinobracon och familjen bracksteklar. Inga underarter finns listade i Catalogue of Life.